# Pro Evolution Soccer 2015
Pro Evolution Soccer 2015, (abreviado para PES 2015,  e também conhecido como a World Soccer: Winning Eleven 2015 na Ásia), é um jogo de simulação de futebol profissional desenvolvido pela Konami para PlayStation 4, Xbox One, Xbox 360, Playstation 3 e PC que pertence à série Pro Evolution Soccer. O seu primeiro anúncio foi no evento E3 2014, e sua primeira demonstração de jogabilidade foi lançada em 25 de junho de 2014. O jogo foi lançado em 13 de novembro de 2014, e sua demonstração oficial esteve disponível a partir do dia 17 de setembro na Ásia e 23 de setembro para o resto do mundo.

## Desenvolvimento
Duas equipes trabalharam na produção do jogo; uma no japão, responsável pela mecânica de jogabilidade, e outra na Europa, onde é tratada a parte artística, design de menus e outros elementos deste tipo.
O gerente de marca do PES, Adam Brand, confirmou que o PES 2015 vai incluir as segundas divisões do campeonato da Inglaterra, França, Itália e Espanha. Cada jogador de todos os 88 clubes de segunda divisão serão licenciados. Além disso, a próxima edição também contará com gestores licenciados, bem como o retorno do modo Editor de Estádios. De acordo com Bhatti, a Konami fez "grandes melhorias". A movimentação dos jogadores, chutes, defesas, a torcida, física e os gráficos nessa edição do jogo serão aprimorados.

## Ligas e Clubes

### Inglaterra

#### Liga Inglesa (Barclays Premier League)
| - North London (Arsenal) - West Midlands Village (Aston Villa) - Lancashire Claret (Burnley) - London FC (Chelsea) - South Norwood (Crystal Palace) - Merseyside Blue (Everton) - Yorkshire Orange (Hull City) | - East Midlands (Leicester City) - Merseyside Red (Liverpool) - Man Blue (Manchester City) - Manchester United - Tyneside (Newcastle United) - North West London (Queens Park Rangers) - Hampshire Red (Southampton) | - The Potteries (Stoke City) - Wearside (Sunderland) - West Glamorgan City (Swansea City) - North East London (Tottenham Hotspur) - West Midlands Stripes (West Bromwich Albion) - East London (West Ham United) |

#### Liga Inglesa - 2ª divisão
| - West Midlands City (Birmingham City) - Lancashire Blue (Blackburn Rovers) - Lancashire Orange (Blackpool) - Middlebrook (Bolton Wanderers) - East Dorsetshire (Bournemouth) - Hounslow (Brentford) - East Sussex (Brighton & Hove Albion) - South Wales (Cardiff City) | - South East London Reds (Charlton Athletic) - Derbyshire (Derby County) - West London White (Fulham) - West Yorkshire Town (Huddersfield Town) - East Anglia Town (Ipswich Town) - Yorkshire Whites (Leeds United) - Teesside (Middlesbrough) - South Bermondsey (Millwall) | - Norfolk City (Norwich City) - Notts Reds (Nottingham Forest) - Berkshire Blues (Reading) - Yorkshire Reds (Rotherham United) - South Yorkshire Blues (Sheffield Wednesday) - Hertfordshire (Watford) - Lancashire Athletic (Wigan Athletic) - Wolves (Wolverhampton Wanderers) |

### França

#### Ligue 1
| - SC Bastia - FC Girondins de Bordeaux - SM Caen - Evian Thonon Gaillard F.C - EA Guingamp - RC Lens - Lille OSC | - FC Lorient - Olympique Lyonnais - Olympique de Marseille - FC Metz - AS Monaco - Montpellier HSC - FC Nantes | - OGC Nice - Paris Saint-Germain - Stade de Reims - Stade Rennais - AS Saint-Étienne - Toulouse FC |

#### Ligue 2
| - AC Ajaccio - Gazélec Ajaccio - Angers SCO - AC Arles-Avignon - AJ Auxerre - Stade Brestois 29 - LB Châteauroux | - Clermont Foot - US Cretéil-Lusitanos - Dijon FCO - Stade Lavallois - Le Havre AC - AS Nancy - Nîmes Olympique | - Chamois Niortais F.C. - US Orléans - FC Sochaux Montbéliard - Tours FC - Troyes AC - Valenciennes FC |

### Itália

#### Liga Italiana
| - Atalanta B.C. - Cagliari Calcio - A.C. Cesena - A.C. Chievo Verona - Empoli FC - ACF Fiorentina - Genoa CFC | - Internazionale Milano - Juventus F.C. - S.S. Lazio - A.C. Milan - S.S.C. Napoli - U.S.C Palermo - Parma F.C. | - A.S. Roma - U.C. Sampdoria - U.S. Sassuolo - Torino F.C. - Udinese Calcio - Hellas Verona |

#### Liga Italiana - 2ª divisão
| - Alvegiaro (A.S. Avellino) - Bagnaroni (F.C. Bari) - Bonarche (Bologna F.C.) - Brutie (Brescia Calcio) - Clanippio (Carpi F.C.) - Catedoluna (Calcio Catania) - Candeldido (A.S. Cittadella) - Cratojuvo (F.C. Crotone) | - Fluvarona (Frosinone Calcio) - Litolizano (U.S. Latina Calcio) - L.I.V. Chivorti (A.S. Livorno Calcio) - Molda (Modena F.C.) - Prastogna (A.C. Perugia Calcio) - Pecchiora (Delfino Pescara 1936) - Prevencula (F.C. Pro Vercelli) | - Spremonese (Spezia Calcio) - Teccarina (Ternana Calcio) - Tuccirattari (Trapani Calcio) - Vagnoresa (A.S Varese) - Vocchaioni (Vicenza Calcio) - Vuonotte (Virtus Entella) - Vrancalerri (S.S. Virtus Lanciano) |

### Países Baixos

#### Eredivisie
| - Ado Den Haag - Ajax - AZ Alkmaar - Cambuur Leeuwarden - Dordrecht - SBV Excelsior | - Feyenoord - Go Ahead Eagles - FC Groningen - SC Heerenveen - Heracles Almelo - NAC Breda | - PEC Zwolle - PSV Eindhoven - FC Twente - FC Utrecht - Vitesse - Willem II |

### Espanha

#### Liga BBVA
| - UD Almeria - Athletic Club - Atletico Madrid - FC Barcelona - Celta De Vigo - Cordoba CF - RC Deportivo La Coruña | - SD Eibar - Elche CF - RCD Espanyol - Getafe CF - Granada CF - Levante UD - Malaga CF | - Rayo Vallecano - Real Madrid - Real Sociedad - Sevilla FC - Valencia CF - Villareal CF |

#### Liga Adelante
| - Alavés - Albacete - AD Alcorcon - FC Barcelona B - Real Betis - Girona FC - UD Las Palmas - CD Leganes | - UE Llagostera - CD Lugo - RCD Mallorca - CD Mirandes - CD Numancia - CA Osasuna - SD Ponferradina - Racing Santander | - Recreativo de Huelva - CE Sabadell - Sporting Gijón - CD Tenerife - Real Valladolid - Real Zaragoza |

### Portugal

#### Liga Portuguesa
| - Aratalcao (Académica) - Arimelcao (FC Arouca) - Blemotao (Os Belenenses) - SL Benfica - Borfecao (Boavista FC) - Bresigne (SC Braga) | - Estralpao (GD Estoril Praia) - Gavorence (Gil Vicente FC) - Maseadeira (CS Marítimo) - Meraszilho (Moreirense FC) - Nardimcol (CD Nacional) - Podefteza (FC Paços de Ferreira) | - Poquanfo (FC Penafiel) - FC Porto - Rovaneche (Rio Ave FC) - Sporting CP - Visicutao (Vitória SC) - Verfolcao (Vitória FC) |

### Outras Equipes da Europa
| - FK Qarabag 1 - FC BATE Borisov 1 - RSC Anderlecht 1 - Standard de Liège 1 - PFC Ludogorets Razgrad 1 - AEL Limassol - Apoel FC - Sparta Praga 1 - AaB Fodbold - F.C. Copenhagen | - HJK Helsinki 1 - FC Bayern München - Bayer 04 Leverkusen - Schalke 04 - Olympiacos FC - Panathinaikos F.C. - Maccabi Tel Aviv FC 1 - Legia Varsóvia 1 - PFC CSKA Moskva - FC Zenit St Petersburg | - FK Partizan 1 - ŠK Slovan Bratislava 1 - NK Maribor 1 - FC Basel 1983 1 - Grasshopper Zurich - Galatasaray - Besiktas 1 - Shakhtar Donetsk |

1 Via DLC

### Brasil

#### Liga do Brasil
| - Atlético Mineiro - Atlético Paranaense - Bahia - Botafogo - Chapecoense - Corinthians - Coritiba | - Criciúma - Cruzeiro - Figueirense - Flamengo - Fluminense - Goiás - Grêmio | - Internacional - Palmeiras - Santos - São Paulo - Sport Recife - Vitória |

### Argentina

#### Primera División
| - Arsenal - Atlético de Rafaela - Banfield - Belgrano - Boca Juniors - Defensa y Justicia - Estudiantes de La Plata | - Gimnasia La Plata - Godoy Cruz - Independiente - Lanús - Newell's Old Boys - Club Olimpo - Quilmes Atlético Club | - Racing Club de Avellaneda - River Plate - Rosario Central - San Lorenzo - Tigre - Vélez Sarsfield |

### Outras equipes da América
- Vasco da Gama

### Ligas Genéricas

#### Liga PEU
| - PES United - Almchendolf - Ehrenhofstadt - Fineseeberg - Kriedbach - Lengerblitz - Xakoulagos - Herismakhgia | - Marguaparrena - Serignaluca - Celuvaris - Tedloghec - Waryamosuk - Nakhqachev - Saintragler | - Blookrows - Trunecan - Nelapoltsk - Gharnetova |

#### Liga PLA
| - Cunturipa - Puntihuerva - Aruzutanque - Quertemoyo - Cateravai - Targueral - Giberchampu | - Zarquagena - Buchaneva - Harmanuci - Heztorrium - Tyhuanzo - Guarchomato - Nuerrujiyo | - Biraquachu - Qharitunbo - Hientozario - Bamgarrua - Carizupello - Marribohua |

#### Liga PAS
| - Kalaquisong City - Huangying Qingshun - Bharshapur - Cersipla Jakarta - Sayramskal - Zanghran - Altiplano Bunan | - Mouqabaram - Qatorejan - Moratyadi - Yaraydeccah - Fontana City - Sujung Bada - Cheonsang Teayang | - Krungthep United - Almorfida - Kharimsharjah - Qaxoqavoiy - Haiphong Athletic - WE United |

#### Outras Equipes
| - Pleasure Horn - Alashergokh FC - Biswerhausen - F.C. Cerchizmajiu - Creussenburg - Dhroffsmitz - FC Kholugavinsk - Kirksburgh City | - Kochglehmann - FK Kyljmeeski - NK Ljakovnica - FK Ljemorac - Maarsfort - Marchidegna - FC Meuchawyz - Mythloxanthi | - Pabrowiestein - AS Punoichongaux - Quarpelather City - PFC Ryagzhilograd - Szekegyvar SC - Verwestadt S.V. - Vlieergroom |

### Copa Libertadores da América de 2014
| - Arsenal de Sarandí - Lanús - Newell's Old Boys - San Lorenzo - Vélez Sarsfield - Bolívar - Oriente Petrolero - The Strongest - Atlético Mineiro - Atlético Paranaense - Botafogo - Cruzeiro - Flamengo | - Grêmio - Santos FC - O'Higgins - Unión Española - Universidad de Chile - Atlético Nacional - Deportivo Cali - Independiente Santa Fe - Deportivo Quito - Emelec - Independiente del Valle - León - Morelia - Santos Laguna | - Cerro Porteño - Guaraní - Nacional - Real Garcilaso - Sporting Cristal - Universitario de Deportes - Defensor Sporting - Nacional - Peñarol - Caracas FC - Deportivo Anzoátegui - Zamora FC |

### Copa Sul-Americana 2013
| - Belgrano - Lanús - Racing Club de Avellaneda - River Plate - San Lorenzo - Vélez Sarsfield - Club Blooming - Oriente Petrolero - Real Potosí - The Strongest - Bahia - Coritiba - Criciúma - Náutico - Ponte Preta - Portuguesa | - São Paulo - Sport Recife - Vitória - Cobreloa - Colo-Colo - Universidad Católica - Universidad de Chile - Atlético Nacional - Deportivo Pasto - Itagüí - La Equidad - Barcelona Sporting Club - Emelec - Independiente del Valle - LDU Loja - Cerro Porteño | - Guaraní - Libertad - Nacional - Inti Gas Deportes - Juan Aurich - Melgar - Sport Huancayo - El Tanque Sisley - Montevideo Wanderers - Peñarol - River Plate - Deportivo Anzoátegui - Club Deportivo Lara - Mineros de Guayana - Trujillanos FC |

### Copa Sul-Americana 2014
| - Boca Juniors - Estudiantes de La Plata - Gimnasia y Esgrima La Plata - Godoy Cruz - Lanús - River Plate - Rosario Central - Jorge Wilstermann - Nacional Potosí - San José - Universitario de Sucre - Bahia - Criciúma - Fluminense - Goiás - SC Internacional | - São Paulo - Sport Recife - Vitória - Cobresal - Deportes Iquique - Huachipato - Universidad Católica - Águilas Doradas - Atlético Nacional - Deportivo Cali - Millonarios - Barcelona SC - Emelec - Independiente del Valle - Universidad Católica - Cerro Porteño | - Deportivo Capiatá - Club General Díaz - Libertad - Alianza Lima - Inti Gas Deportes - Universidad César Vallejo - Universidad Técnica de Cajamarca - Danubio - Peñarol - Rentistas - River Plate - Caracas FC - Deportivo Anzoátegui - Deportivo La Guaira - Trujillanos |

### Liga dos Campeões da AFC de 2014
| AFC Champions League   | AFC Champions League     |
| País                   | Clube                    |
| ---------------------- | ------------------------ |
| Arábia Saudita         | Al-Fateh                 |
| Arábia Saudita         | Al-Hilal                 |
| Arábia Saudita         | Al-Ittihad               |
| Arábia Saudita         | Al Shabab                |
| Austrália              | Central Coast Mariners   |
| Austrália              | Melbourne Victory        |
| Austrália              | Western Sydney Wanderers |
| Catar                  | Al Jaish                 |
| Catar                  | Al-Rayyan                |
| Catar                  | Al-Sadd                  |
| Catar                  | Lekhwiya                 |
| China                  | Beijing Guoan            |
| China                  | Guangzhou Evergrande     |
| China                  | Guizhou Renhe            |
| China                  | Shandong Luneng Taishan  |
| Coreia do Sul          | FC Seoul                 |
| Coreia do Sul          | Jeonbuk Hyundai Motors   |
| Coreia do Sul          | Pohang Steelers          |
| Coreia do Sul          | Ulsan Hyundai            |
| Emirados Árabes Unidos | Al Ain                   |
| Emirados Árabes Unidos | Al-Ahli                  |
| Emirados Árabes Unidos | Al-Jazira                |
| Irão                   | Esteghlal                |
| Irão                   | Foolad                   |
| Irão                   | Tractor Sazi             |
| Irão                   | Sepahan                  |
| Japão                  | Cerezo Osaka             |
| Japão                  | Kawasaki Frontale        |
| Japão                  | Sanfrecce Hiroshima      |
| Japão                  | Yokohama F. Marinos      |
| Tailândia              | Buriram United           |
| Uzbequistão            | Bunyodkor                |

## Seleções nacionais
O jogo conta com um total de 85 seleções nacionais: 14 africanas, 16 americanas, 16 asiáticas, 34 europeias e 1 oceânica.

| Confederação | Seleção                | Licença         |
| ------------ | ---------------------- | --------------- |
| AFC          | Arábia Saudita         | Não licenciada. |
| AFC          | Austrália              | Não licenciada. |
| AFC          | China                  | Não licenciada. |
| AFC          | Coreia do Norte        | Não licenciada. |
| AFC          | Coreia do Sul          | Não licenciada. |
| AFC          | Emirados Árabes Unidos | Não licenciada. |
| AFC          | Irã                    | Não licenciada. |
| AFC          | Iraque                 | Não licenciada. |
| AFC          | Japão                  | Não licenciada. |
| AFC          | Jordânia               | Não licenciada. |
| AFC          | Kuwait                 | Não licenciada. |
| AFC          | Líbano                 | Não licenciada. |
| AFC          | Omã                    | Não licenciada. |
| AFC          | Catar                  | Não licenciada. |
| AFC          | Tailândia              | Não licenciada. |
| AFC          | Uzbequistão            | Não licenciada. |
| CAF          | Argélia                | Não licenciada. |
| CAF          | Burquina Fasso         | Não licenciada. |
| CAF          | Camarões               | Não licenciada. |
| CAF          | Costa do Marfim        | Não licenciada. |
| CAF          | Egito                  | Não licenciada. |
| CAF          | Gana                   | Não licenciada. |
| CAF          | Guiné                  | Não licenciada. |
| CAF          | Mali                   | Não licenciada. |
| CAF          | Marrocos               | Não licenciada. |
| CAF          | Nigéria                | Não licenciada. |
| CAF          | Senegal                | Não licenciada. |
| CAF          | África do Sul          | Não licenciada. |
| CAF          | Tunísia                | Não licenciada. |
| CAF          | Zâmbia                 | Não licenciada. |
| CONCACAF     | Costa Rica             | Não licenciada. |
| CONCACAF     | Estados Unidos         | Não licenciada. |
| CONCACAF     | Honduras               | Não licenciada. |
| CONCACAF     | Jamaica                | Não licenciada. |
| CONCACAF     | México                 | Não licenciada. |
| CONCACAF     | Panamá                 | Não licenciada. |
| CONMEBOL     | Argentina              | Licenciada.     |
| CONMEBOL     | Bolívia                | Licenciada.     |
| CONMEBOL     | Brasil                 | Licenciada.     |
| CONMEBOL     | Chile                  | Não licenciada. |
| CONMEBOL     | Colômbia               | Não licenciada. |
| CONMEBOL     | Equador                | Não licenciada. |
| CONMEBOL     | Paraguai               | Não licenciada. |
| CONMEBOL     | Peru                   | Não licenciada. |
| CONMEBOL     | Uruguai                | Não licenciada. |
| CONMEBOL     | Venezuela              | Não licenciada. |
| OFC          | Nova Zelândia          | Não licenciada. |
| UEFA         | Áustria                | Não licenciada. |
| UEFA         | Alemanha               | Licenciada.     |
| UEFA         | Bélgica                | Não licenciada. |
| UEFA         | Bósnia e Herzegovina   | Não licenciada. |
| UEFA         | Bulgária               | Não licenciada. |
| UEFA         | Croácia                | Não licenciada. |
| UEFA         | Dinamarca              | Não licenciada. |
| UEFA         | Escócia                | Não licenciada. |
| UEFA         | Eslováquia             | Não licenciada. |
| UEFA         | Eslovênia              | Não licenciada. |
| UEFA         | Espanha                | Licenciada.     |
| UEFA         | Finlândia              | Não licenciada. |
| UEFA         | França                 | Licenciada.     |
| UEFA         | País de Gales          | Não licenciada. |
| UEFA         | Grécia                 | Licenciada.     |
| UEFA         | Hungria                | Não licenciada. |
| UEFA         | Irlanda                | Não licenciada. |
| UEFA         | Irlanda do Norte       | Não licenciada. |
| UEFA         | Israel                 | Não licenciada. |
| UEFA         | Itália                 | Licenciada.     |
| UEFA         | Inglaterra             | Não licenciada. |
| UEFA         | Montenegro             | Não licenciada. |
| UEFA         | Países Baixos          | Licenciada      |
| UEFA         | Noruega                | Não licenciada. |
| UEFA         | Polónia                | Não licenciada. |
| UEFA         | Portugal               | Licenciada.     |
| UEFA         | Tchéquia               | Não licenciada. |
| UEFA         | Romênia                | Não licenciada. |
| UEFA         | Rússia                 | Não licenciada. |
| UEFA         | Sérvia                 | Não licenciada. |
| UEFA         | Suécia                 | Não licenciada. |
| UEFA         | Suíça                  | Não licenciada. |
| UEFA         | Turquia                | Não licenciada. |
| UEFA         | Ucrânia                | Não licenciada. |

## Estádios
O jogo traz 19 estádios (17 nas versões PS3, Xbox 360 e PC), sendo 14 licenciados (12 nas versões PS3, Xbox 360 e PC) e 5 genéricos. É possível, no entanto, alterar os nomes dos estádios por equipe, bem como a aparência básica (somente cores de assentos, entorno e redes), caso seja escolhido para as mesmas um estádio genérico.
Licenciados:
1. Allianz Arena
2. Olympiastadion
3. Estádio Nacional de Varsóvia
4. Old Trafford
5. San Siro
6. Giuseppe Meazza
7. Juventus Stadium
8. Estádio do Morumbi
9. Vila Belmiro
10. Estádio do Mineirão (apenas para PS4 e Xbox One)
11. Estádio Alberto J. Armando
12. El Monumental
13. Saitama Stadium

Genéricos:
1. KONAMI Stadium (Ulsan Munsu Football Stadium)
2. Royal London Stadium (Emirates Stadium)
3. Estádio de Escorpião (Estádio do Maracanã)
4. Estadio del Nuevo Triunfo (Cornellà-El Prat)
5. Burg Stadion (Weserstadion)

## Bolas
Há no total 25 bolas. 7 licenciadas e 18 exclusivas do PES.
| N° | Nome           | Marca  |
| -- | -------------- | ------ |
| 1  | Classic        | WePes  |
| 2  | Plain          | WePes  |
| 3  | WE-PES 00's    | WePes  |
| 4  | WE-PES 30's    | WePes  |
| 5  | WE-PES 40's    | WePes  |
| 6  | WE-PES 50's    | WePes  |
| 7  | WE-PES 60's    | WePes  |
| 8  | WE-PES 2002    | WePes  |
| 9  | WE-PES 2003    | WePes  |
| 10 | WE-PES 2007    | WePes  |
| 11 | WE-PES 2008    | WePes  |
| 12 | WE-PES 2009    | WePes  |
| 13 | WE-PES 2010    | WePes  |
| 14 | WE-PES 2011    | WePes  |
| 15 | WE-PES 2012    | WePes  |
| 16 | WE-PES 2013    | WePes  |
| 17 | WE-PES 2014    | WePes  |
| 18 | WE-PES 2015    | WePes  |
| 19 | Tango Pasadena | Adidas |
| 20 | f50 xite       | Adidas |
| 21 | Inline Ordem   | Nike   |
| 22 | Ordem          | Nike   |
| 23 | evoPOWER 1     | Puma   |
| 24 | NEO 150 ELITE  | Umbro  |
| 25 | CERAMICA       | Umbro  |

## Trilha Sonora
São 11 músicas e a playlist pode ser totalmente editada.
| Música               | Artista                              | Origem da Musica |
| -------------------- | ------------------------------------ | ---------------- |
| Luna                 | Bombay Bicycle Club                  | Reino Unido      |
| Shake the Cage       | Morning Parade                       | Reino Unido      |
| I Need Your Love     | Calvin Harris (part. Ellie Goulding) | Reino Unido      |
| Pompeii              | Bastille                             | Reino Unido      |
| Afterglow            | Wilkinson                            | Reino Unido      |
| All for Nothing      | Linkin Park (part. Page Hamilton)    | Estados Unidos   |
| Miracle Mile         | Cold War Kids                        | Estados Unidos   |
| Demons               | Imagine Dragons                      | Estados Unidos   |
| Best Day of My Life  | American Authors                     | Estados Unidos   |
| Wake Me Up           | Avicii                               | Suécia           |
| Is This How You Feel | The Preatures                        | Austrália        |

## Recepção
Pro Evolution Soccer 2015 recebeu muitas análises positivas pelas críticas. IGN fez 9 de 10, afirmando que "o PES 2015 abraça suas raízes na era PS2 enquanto oferece quase tudo o que você poderia desejar de uma simulação moderna de futebol". No entanto, eles criticaram a apresentação, dizendo que ainda precisa de algum trabalho. Hardcore Gamer deu ao jogo 4 de 5, dizendo, "Depois de alguns anos submissos, a Konami desenvolveu um jogo que atende aos fãs de futebol com uma flexibilidade soberba para expressão criativa, jogabilidade fluida e uma inteligência artificial incrível".